# Àrtam ventreblanc
L'àrtam ventreblanc (Artamus leucorynchus) és una espècie d'ocell de la família dels artàmids.
Habita boscos, manglars, sabanes i ciutats de les illes Andaman, Arxipèlag de la Sonda, Borneo, Filipines, illes Moluques, República de Palau i Aru, Nova Guinea i illes properes, Nova Caledònia, illes Loyauté, Vanuatu, nord i est d'Austràlia i Tasmània.